# Kfifane
Kfifane è un villaggio situato nel distretto di Batrun, nel Libano del nord.
Il villaggio si trova 400 metri sopra il livello del mare, è noto per la produzione di vini, arak ed olio di oliva.
Nel villaggio è presente un monastero intitolato ai santi Cipriano e Giustina. In questo monastero visse e morì il santo libanese Nimatullah Youssef Kassab Al-Hardini e vi trascorse alcuni anni l'altro santo maronita Charbel Makhlouf. All'interno del monastero si trovano la tomba di san Nimatullah e le spoglie del beato Stefano Nehmè.